# Concurso Internacional de Música ARD
El Concurso Internacional de Música ARD (en alemán: Internationaler Musikwettbewerb der ARD) es el mayor concurso internacional de música clásica de Alemania. Está organizado por Bayerischer Rundfunk. Se celebra una vez al año en Múnich, normalmente en septiembre. Desde sus inicios en 1952, se ha convertido en uno de los concursos de música clásica más prestigiosos. En 1957, se convirtió en uno de los miembros fundadores de la Federación Mundial de Concursos Internacionales de Música.
Un premio en este concurso supone un trampolín para la carrera de un músico. Cabe destacar entre los ganadores a Yuri Bashmet, Myung-whun Chung, Christoph Eschenbach, Sol Gabetta, Alban Gerhardt, Natalia Gutman, Heinz Holliger, Nobuko Imai, Tsuyoshi Tsutsumi, Kim Kashkashian, François Leleux, Jessye Norman, Cuarteto Ébène, Thomas Quasthoff, Jean-Guihen Queyras, Antoine Tamestit, Christian Tetzlaff, Alexandre Tharaud, Cuarteto de Cuerda de Tokio, Mitsuko Uchida y Anne Sofie von Otter.

## Historia
Entre 1947 y 1950, Radio Frankfurt organizó un "Concurso de Jóvenes Solistas". En el primer concurso se encontraron dos vocalistas que pronto ocuparían su lugar entre los talentos internacionales: Christa Ludwig y Erika Köth . Entre los instrumentistas se encontraban el flautista Karlheinz Zöller y el pianista Robert-Alexander Bohnke. La recién fundada ARD siguió con el concepto de reunir a jóvenes músicos de todo el mundo.
Las categorías del concurso cambian de año en año e incluyen instrumentos solistas, voz y conjuntos de cámara (cuarteto de cuerda, trío con piano etc.). Se ha puesto énfasis en la música moderna y desde 2001 se ha encargado regularmente a compositores contemporáneos que escriban nuevas piezas para este Concurso.
Normalmente se presentan cada año entre 350 y 450 jóvenes músicos, de los cuales unos 200 candidatos, procedentes de entre 35 a 40 países, superan la ronda preliminar. Un gran porcentaje de concursantes procede de países distintos de Alemania (hasta el 86%). 
La edición de 2020 fue cancelada debido a la pandemia de COVID-19.

## Categorías
| - 2000: Flauta, Voz, Dúo con piano, Viola, Cuarteto de cuerda - 2001: Violín, Violonchelo, Quinteto de viento, Percusión, Saxofón - 2002: Piano, Oboe, Fagot, Trío con piano - 2003: Voz, Clarinete, Trompeta, Contrabajo, - 2004: Flauta, Viola, cuarteto de cuerda, Arpa - 2005: Violín, Dúo con piano, Horn, Violonchelo - 2006: Piano, Voz (Ópera), Voz (Concierto/Lied), Quinteto de viento - 2007: Oboe, Trombón, Trío con piano, Percusión - 2008: Fagot, Clarinete, Viola, Cuarteto de cuerda - 2009: Violín, Voz, Contrabajo, Arpa - 2010: Flauta, Dúo con piano, Horn, Violonchelo - 2011: Piano, Oboe, Dúo con piano, Trompeta, Organ - 2012: Voz, Clarinete, Cuarteto de cuerda - 2013: Violín, Fagot, Viola, Trío con piano - 2014: Piano, Violonchelo, Quinteto de viento, Percusión - 2015: Flauta, Voz, Dúo con piano, Trombón - 2016: Horn, Contrabajo, cuarteto de cuerda, Arpa - 2017: Piano, Violín, Oboe, Guitar - 2018: Voz, Trompeta, Viola, Trío con piano - 2019: Fagot, Clarinete, Violonchelo, Percusión - 2021: Dúo con piano, Horn, Voz, Violín - 2022: Flauta, Trombón, Piano, Cuarteto de cuerda - 2023: Trío con piano, Arpa, Viola, Contrabajo - 2024: Quinteto de viento, Voz, Oboe, Violonchelo |

El concurso de piano se había celebrado casi ininterrumpidamente desde 1952 hasta 1973, excepto los años 1955 y 1964. Luego se celebró cada dos años hasta 1981. Se celebró consecutivamente de 1981 a 1983, y luego cada dos años hasta 1999. En 1953 se añadieron tres categorías: violín, flauta y dúo violín-piano. El concurso de violín se celebró cada 3 años desde 1966 hasta 1984.
En 1954 se añadieron cuatro categorías: voz, oboe, fagot y clarinete. El concurso de canto se celebró todos los años desde 1954 hasta 1972. Luego se celebró cada dos años hasta el año 2000. La competición de oboe se celebró cada cinco años desde 1976 hasta 1996. El concurso de fagot se celebró seis veces en el siglo XX.
El concurso siguió ampliando categorías en los años siguientes, añadiendo piano a dúo (1955), trompa (1956), violonchelo (1957), órgano (1957). Las nuevas categorías en 1958 fueron dúo violonchelo-piano, trompeta y clavecín, que sólo tendría tres ediciones adicionales. El concurso de cuartetos de cuerda se inauguró en 1959.
En la década de 1960 se produjo la primera edición de trío con piano (1961), viola (1962), trombón (1965) y quinteto de viento (1966). Aparecieron brevemente dos categorías: trío de cuerdas (1961, 1969) y lectura a primera vista para piano (1963, 1965). En la década de 1970 se estrenaron cuatro categorías: guitarra (1976), percusión (1977), contrabajo (1979) y flauta dulce, que hasta ahora sólo se celebró dos veces (1978, 1988). El primer concurso de arpa se celebró en 1983, siendo su única edición en el siglo XX.

## Dinero del premio
Premio en metálico por categoría 
- 1. Premio: 10.000€
- 2. Premio: 7.500€
- 3. Premio: 5.000€

## Ganadores
- Categoría:Ganadores del premio del Concurso Internacional de Música ARD

Las listas completas de ganadores se pueden consultar en el sitio web del concurso. 